# Pitäjänmäki vasútállomás
Pitäjänmäki vasútállomás Finnországban, Helsinki településen található.

## Vasútvonalak
Az állomást az alábbi vasútvonalak érintik:
- Helsinki–Turku-vasútvonal

## Kapcsolódó állomások
A vasútállomáshoz az alábbi állomások vannak a legközelebb:
- Valimo railway station (Helsinki Central, Helsinki–Turku-vasútvonal, L Helsinki - Kirkkonummi, A Helsinki - Leppävaara)
- Mäkkylä vasútállomás (Turku pályaudvar, Helsinki–Turku-vasútvonal)
- Mäkkylä vasútállomás (Kirkkonummi vasútállomás, L Helsinki - Kirkkonummi)
- Mäkkylä vasútállomás (Leppävaara vasútállomás, A Helsinki - Leppävaara)